# Лтава (картодром)

## Картодром «Лтава»

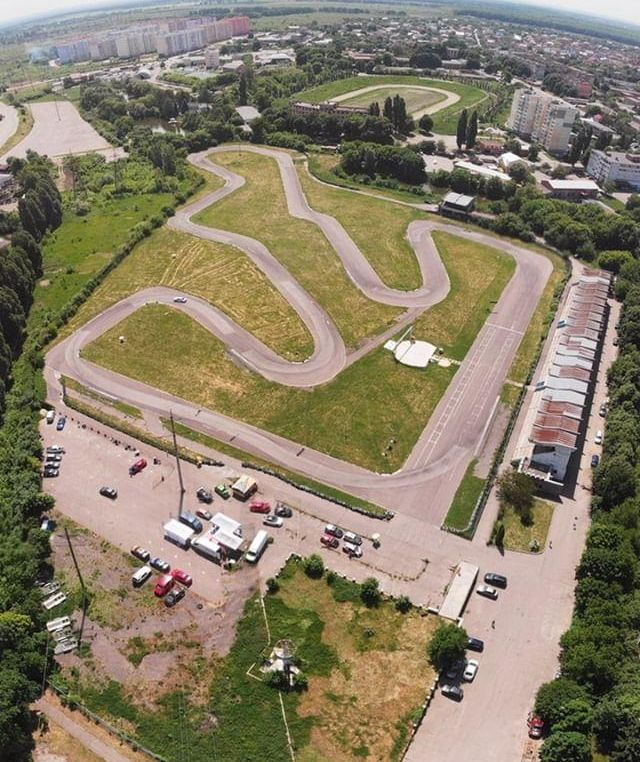

Картодром «Лтава» — професійна гоночна траса для картингу, розташована в місті Полтава, Україна. Вважається однією з найстаріших та найвідоміших картингових трас в країні. Відомий тим, що у 1989 році прийняв перше і єдине в історії України міжнародне змагання з картингу.

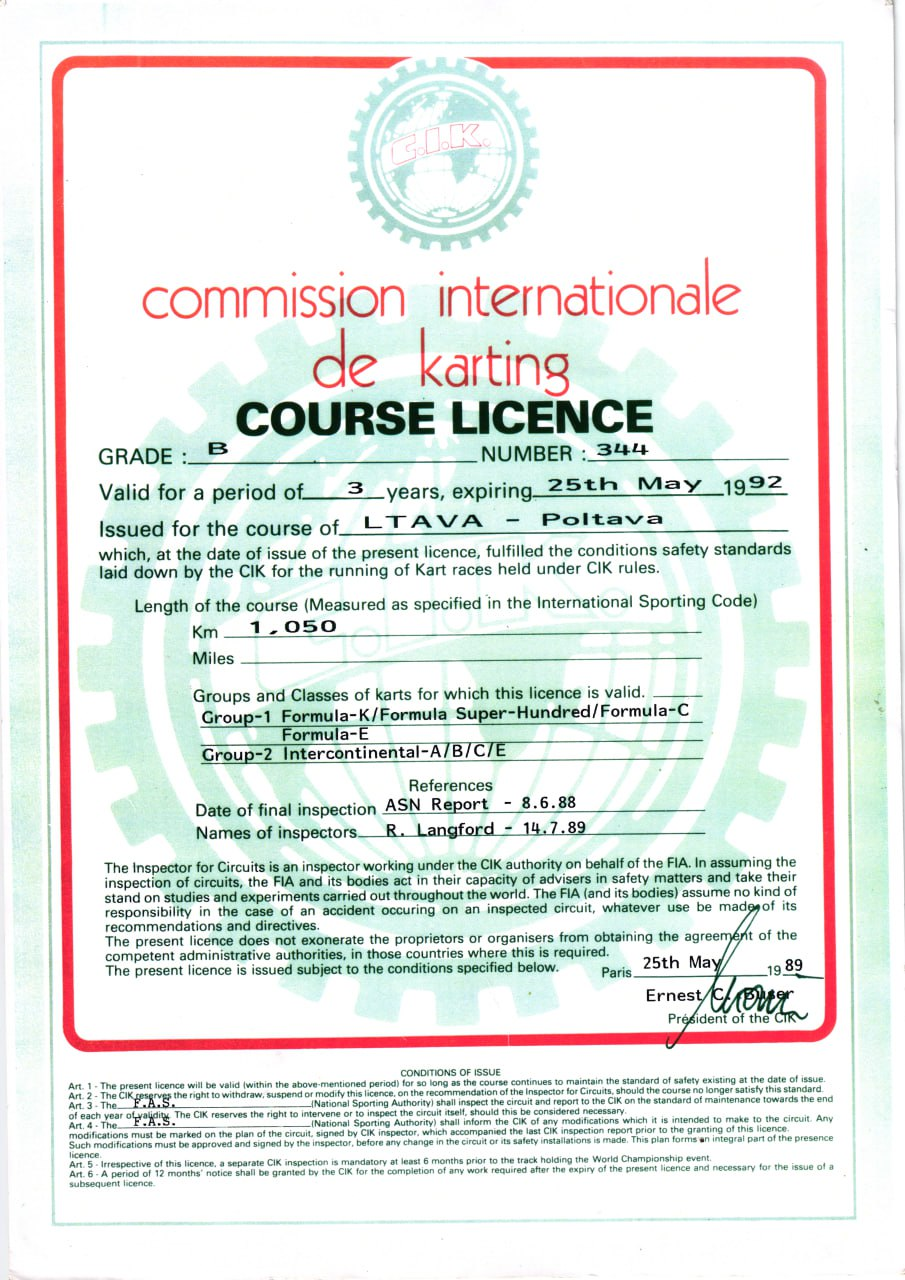

## Загальні відомості
- Місцезнаходження: м. Полтава, Україна
- Рік відкриття: 1989
- Довжина траси: 1050 м
- Тип покриття: асфальт
- Кількість поворотів: 11
- Організатор: Автомобільна Федерація України

## Історія
Картодром було збудовано з метою розвитку автоспорту на Полтавщині. Його поява стала важливим кроком для підготовки молодих гонщиків та проведення масштабних спортивних заходів.
У 1989 році на трасі «Лтава» відбулося унікальне для України спортивне дійство — міжнародне змагання з картингу, яке зібрало спортсменів із кількох країн. Це стало першим і єдиним офіційним міжнародним картинговим турніром на території України. Подія мала значний резонанс у спортивних колах СРСР та Європи.

## Змагання
На території картодрому проводяться:
- Чемпіонати України з картингу
- Етапи Кубку України з мото шосейно-кільцевих перегонів
- Регіональні та аматорські змагання
- Тренування спортивних шкіл і секцій

## Значення
Картодром «Лтава» має важливе значення для українського автоспорту. Він є базою для підготовки молодих спортсменів і сприяє популяризації технічних видів спорту серед молоді. На його трасі тренувалися й змагалися спортсмени, які згодом брали участь у національних та міжнародних чемпіонатах.

## Цікаві факти
- У 1989 році на трасі відбулося перше й досі єдине міжнародне змагання з картингу в історії України.
- Траса має довжину 1050 метрів і відповідає вимогам для офіційних національних змагань.
- Відомі українські гонщики розпочинали свою кар’єру саме на картодромі «Лтава».